# Matthew Crampton
Matthew "Matt" Nicholas Crampton (Manchester, 23 mei 1985) is een Brits baanwielrenner. Hij heeft meerdere nationale en internationale titels achter zijn naam staan, waaronder het Europese kampioenschap keirin voor elite in 2011.

## Belangrijkste overwinningen
2005
- Brits kampioen Teamsprint, Elite (met Jason Kenny en Josh Hargreaves)

2006
- Wereldbekerwedstrijd teamsprint Moskou (met Jason Kenny en Craig MacLean)

2007
- Wereldbekerwedstrijd teamsprint Los Angeles (met Chris Hoy en Jamie Staff)

2008
- Europees kampioen keirin, Beloften
- Brits kampioen over 1 kilometer, Elite
- Brits kampioen sprint, Elite
- Brits kampioen teamsprint, Elite (met David Daniell en Christian Lyte)
- Brits kampioen keirin, Elite

2009
- Wereldkampioenschap teamsprint, Elite (met Jason Kenny en Jamie Staff)
- Wereldbekerwedstrijd teamsprint Melbourne (met Jason Kenny en Chris Hoy)

2011
- Europees kampioen keirin, Elite